# Floridaceras whitei
Floridaceras whitei és una espècie extinta de mamífer perissodàctil de la família dels rinoceronts (Rhinocerotidae) que visqué a les Amèriques des de l'Oligocè inferior fins al Miocè inferior, fa entre 16,3 i 29,5 milions d'anys. Se n'han trobat restes fòssils a les formacions d'Alachua i el John Day (Estats Units) i Cucaracha (Panamà). Es tracta de l'única espècie del gènere Iranotherium. Era si fa no fa igual de gros que el rinoceront negre. A diferència dels seus parents moderns, no tenia banyes. El nom genèric Floridaceras significa ‘[animal] sense banya de Florida’, mentre que el nom específic whitei li fou assignat en honor del paleontòleg estatunidenc Theodore Elmer White.